# Allogarage
Allogarage est un site internet qui propose un guide des garages de France, appartenant à la société Gni Média.
Créé en mai 2007 par Nicolas Chevallier, le site est officiellement lancé en septembre 2009.

## Fonctionnement
Le site est animé bénévolement jusqu'en septembre 2009, date à laquelle le site bascule vers un modèle payant, avec création d'une structure juridique qui encadre dorénavant le développement du site (GNI Média SARL). Basé sur Google Maps et Google Street View, allogarage propose aux internautes de sélectionner un garage en fonction des avis des internautes. Chaque avis publié est validé avec demande de copie de facture pour garantir que l'avis est déposé par un client du garage. Une modération est ensuite appliquée contre tous propos diffamatoires, insultants ou agressifs.
L'application iPhone, Mobigarages est développée en décembre 2009 en partenariat avec Lionel Gueganton et Valéry Bernard, créateurs de Mobicarbu. En Janvier 2013 la version 2.0 de Mobigarages obtient le label Proximamobile.
L'application Windows Phone 7 est développée en décembre 2011 en partenariat avec Julien Hatzig.
En février 2012, le site possède un trafic de 400 000 vu/mois, recense 20 000 garages et regroupe 6 000 avis d'internautes.
En juillet 2013, Allogarage est le premier site à se conformer à la norme Afnor NF Z 74-501 sur les avis clients publiés sur Internet.

## Historique
En 2007 : 
- Mai 2007 : création du site.
- Septembre 2007 : lancement officiel du site. Plusieurs médias, dont RTL, relaient l'information.

En 2008 : 
- Janvier 2008 : reportage télé dans l'émission Warning sur M6[3].
- Février 2008 : reportage télé dans l'émission Télématin sur France 2[4].

En 2009 :
- Février 2009 : marque déposée auprès de l'INPI[5].
- Juin 2009 : 100 000 visiteurs uniques par mois.
- Décembre 2009 : lancement de l'application iPhone Mobigarages.

En 2010 :
- Janvier 2010 : 200 000 visiteurs uniques par mois.
- Février 2010 : partenariat avec AutoReflex.
- Mai 2010 : partenariat avec Club Auto Conseil[6].
- Juillet 2010 : partenariat avec Renault Retail Group Paris[7].

En 2011:
- Décembre 2011 : lancement de l'application Windows Phone 7.

En 2012:
- Janvier 2012 : partenariat avec Motorcraft.
- Février 2012 : partenariat avec Autodistribution France[8].
- Mars 2012 : Allogarage est nommé aux Autobiz Internet Awards.
- Juin 2012 : Enquête publiée sur principaux reproches des automobilistes vis-à-vis de leurs garagistes [9].

En 2013:
- Juillet 2013 : Allogarage premier site conforme à la norme AFNOR NF Z 74-501 sur les avis clients publiés sur Internet[10].

En 2014
- Mai 2014 : Allogarage lance le classement des Meilleurs Garages de France[11]

En 2015
- Avril 2015 : Allogarage dévoile la seconde édition des Meilleurs Garages de France[12]
- Mai 2015 : partenariat avec Five Star[13]

En 2016
- Mai 2016 : Allogarage dévoile la troisième édition des Meilleurs Garages de France[14]
- Septembre 2016 : premier baromètre de la Satisfaction Téléphonique des garages automobiles[15]

En 2017
- Avril 2017 : intégration de la solution Avis Express dans le DMS EBP MéCa[16]
- Mai 2017 : intégration de la solution Avis Express dans le DMS Fiducial Vmobility[17]
- Juin 2017 : intégration de la solution Avis Express dans le DMS Cilea MasterCar[18]
- Juin 2017 : Allogarage dévoile la quatrième édition des Meilleurs Garages de France[19]

En 2018
- Mai 2018 : Allogarage dévoile la cinquième édition des Meilleurs Garages de France[20]

En 2019
- Janvier 2019 : partenariat avec Motrio

En 2020
- Septembre 2020 : Allogarage dévoile la septième édition des Meilleurs Garages de France[21]

En 2021
- Septembre 2021 : Allogarage dévoile la huitième édition des Meilleurs Garages de France[22]

En 2022
- Septembre 2022 : Allogarage dévoile la neuvième édition des Meilleurs Garages de France[23]

En 2023
- Janvier 2023 : partenariat avec A+Glass [24]
- Septembre 2023 : Allogarage dévoile la dixième édition des Meilleurs Garages de France[25]

En 2024
- Septembre 2024 : Allogarage dévoile la onzième édition des Meilleurs Garages de France[26]
- Novembre 2024 : partenariat avec Eur-Auto [27]

En 2025
- Mai 2025 : nouveau logo et nouvelle charte graphique